# Freienbach
Freienbach – miejscowość i gmina w Szwajcarii, w kantonie Schwyz, w okręgu Höfe. Leży nad Jeziorem Zuryskim. 

## Podział administracyjny
Na terenie gminy, poza Freienbachem znajdują się cztery inne miejscowości – Pfäffikon, Wilen bei Wollerau, Bäch oraz Hurden.

## Demografia
We Freienbachu mieszka 16 615 osób. W 2021 roku 30,1% populacji gminy stanowiły osoby urodzone poza Szwajcarią. 

## Transport
Przez teren gminy przebiegają autostrada A3 oraz drogi główne nr 3 i nr 8.